# Cypripedium shanxiense
Cypripedium shanxiense é uma espécie de orquídea terrestre, família Orchidaceae, que habita de China ao Japão.